# Josué Alirio Barrera
Josué Alirio Barrera Rodríguez (Aguazul, Casanare, 10 de noviembre de 1976) es un empresario, comerciante, ganadero y político colombiano ha  sido dos veces subcampeón mundial de Coleo,[cita requerida] gobernador del Departamento de Casanare en el periodo 2016-2019 y Senador de la República del partido Centro Democrático en el periodo 2022 - 2026.

## Biografía

### Primeros años
Josue Alirio Barrera Rodríguez nació en la vereda de Monterralo del municipio de Aguazul, Casanare, el 10 de noviembre de 1976 está casado con Marisela Duarte Rodríguez y tiene cuatro hijos. Vivió su niñez en la vereda Monterralo, del municipio de Aguazul, Casanare, en una familia humilde, donde se veía constantemente la presencia de grupos armados ilegales como el ELN y las FARC-EP que querían reclutar a Barrera y sus hermanos. Luego de que su padre se enterara de lo que estaba pasando con estos grupos armados, tomó la decisión de que era el momento de desplazarse hacia Yopal. Allí comenzó a trabajar en múltiples oficios: vendiendo chance, periódico, criando cerdos,  talleres de bicicletas entre otros.
Debido a su precaria situación económica Barrera vivió en un barrio de invasión cerca de 10 años y tuvo que afrontar muchos trabajos como fueron palero cargando volquetas, ganadero y fue dos veces subcampeón mundial de Coleo de toros.[cita requerida]

## Carrera política
Barrera comenzó su trayectoria pública como concejal de Aguazul (Casanare) para el periodo 2004-2007.
En las elecciones regionales del 25 de octubre de 2015 fue elegido gobernador de Casanare con 85 500 votos, cargo que ejerció entre el 1 de enero de 2016 y el 31 de diciembre de 2019.
Durante su administración:
- el departamento cerró el cuatrienio sin pasivos bancarios, de acuerdo con un balance verificado por Colombiacheck;[11]
- se impulsó la conversión de Unitrópico en universidad pública y la apertura de nuevas sedes de educación superior.[12][13]

El 13 de septiembre de 2021 anunció su precandidatura presidencial dentro de la consulta del Centro Democrático para las elecciones de 2022; finalmente declinó y se presentó al Senado, obteniendo 103 002 votos el 13 de marzo de 2022.
Para la legislatura 2024-2025 fue elegido segundo vicepresidente del Senado el 20 de julio de 2024; no obstante, el 8 de mayo de 2025 el Consejo de Estado anuló dicha elección al considerar que vulneraba las normas sobre equidad de género y representación de minorías.
Diversos medios señalan que Barrera evalúa volver a aspirar a la Presidencia en los comicios de 2026.

### Formación académica
De acuerdo con La Silla Vacía y Congreso Visible, su escolaridad formal corresponde a secundaria incompleta.

## Controversias

### Nivel educativo
Josué Alirio Barrera ha sido objeto de críticas públicas debido a su nivel educativo. Según el portal Congreso Visible de la Universidad de los Andes, su formación académica formal no supera la educación secundaria incompleta, mientras que su ocupación registrada es la de empresario. Esta situación generó un debate en redes sociales y medios de comunicación sobre su idoneidad para ocupar el cargo de senador, cuestionando especialmente el salario mensual que percibe. Incluso el presidente Gustavo Petro se pronunció al respecto, compartiendo comentarios y caricaturas que satirizaban la preparación académica de Barrera y cuestionaban su capacidad para desempeñarse en el ámbito legislativo.

### Anulación de elección como vicepresidente del Senado
El 8 de mayo de 2025, el Consejo de estado de Colombia anuló la elección de Josué Alirio Barrera como segundo vicepresidente del Senado. El fallo determinó que su designación violó el principio de alternancia de género establecido en la Ley 1909 de 2018, conocida como el Estatuto de la Oposición. Este principio exige que, en las dignidades que corresponden a los partidos de oposición, como la segunda vicepresidencia del Senado, se garantice una participación equitativa entre hombres y mujeres. En el caso de Barrera, el cargo había sido ocupado por hombres durante tres períodos consecutivos, lo que llevó a la nulidad de su elección.

### Declaraciones sobre el castigo físico en la crianza
En octubre de 2024, Josué Alirio Barrera generó controversia al agradecer públicamente, en un video difundido en redes sociales, que lo corrigieran "a punta de juete", y afirmó que ahora es normal que los hijos le peguen a la mamá. Las declaraciones fueron ampliamente criticadas por sectores políticos, sociales y de derechos humanos, que señalaron que sus palabras hacían apología al castigo físico infantil, lo cual va en contra de la Ley 2089 de 2021 que prohíbe todo tipo de violencia en la crianza en Colombia.

### Señalamientos por acumulación de propiedades
Josué Alirio Barrera ha sido señalado por poseer un gran número de propiedades en Casanare. Según una investigación publicada por El Nuevo Oriente el 3 de diciembre de 2024, es propietario de 172 propiedades, muchas de ellas adquiridas junto a su prima, la exsenadora Amanda Rocío González. Ambos son socios en la inmobiliaria Barrera & González Asociados S.A.S., propietaria del Condominio Campestre Peñones de Piedemonte. Aunque Barrera ha defendido estas adquisiciones como parte de su actividad empresarial, las críticas apuntan a posibles conflictos de interés y enriquecimiento durante su gestión pública.

### Investigación disciplinaria por elección en Corporinoquia
En julio de 2020, la Procuraduría General de la Nación (Colombia) abrió una investigación disciplinaria contra Josué Alirio Barrera y otros miembros del Consejo Directivo de Corporinoquia por presuntas irregularidades en la elección de Doris Bernal como directora de la entidad. Se cuestionó que Bernal, quien había sido secretaria privada de la Gobernación de Casanare, fue elegida sin que Barrera declarara un posible conflicto de interés, dado su vínculo laboral previo con ella.